# Лунинец (станция)
Лу́нинец (бел. Лу́нінец) — участковая станция в городе Лунинец. Железнодорожный узел Барановичи—Ровно и Брест—Гомель.

## Пригородное сообщение
Пригородные поезда курсируют в сообщении Лунинец—Брест (5 пар), Лунинец—Барановичи (5 пар), Лунинец—Горынь (4 пары), Лунинец—Микашевичи/Житковичи (6 пар)

## Дальнее следование по станции
| № поезда | Маршрут движения | График                | № поезда | Маршрут движения | График                |
| -------- | ---------------- | --------------------- | -------- | ---------------- | --------------------- |
| 635      | Минск - Пинск    | один раз в неделю     | 636      | Пинск - Минск    | один раз в неделю     |
| 603      | Гомель — Брест   | ежедневный постоянный | 604      | Брест — Гомель   | ежедневный постоянный |
| 605      | Витебск — Брест  | ежедневный постоянный | 606      | Брест — Витебск  | ежедневный постоянный |
|          | -                |                       | 668      | Брест — Минск    | один раз в неделю     |
| 609      | Гомель — Гродно  | ежедневный постоянный | 610      | Гродно — Гомель  | ежедневный постоянный |
| 657      | Витебск — Брест  | ежедневный постоянный | 658      | Брест — Витебск  | ежедневный постоянный |
| 675      | Гомель - Брест   | ежедневный постоянный | 676      | Брест-Гомель     | ежедневный постоянный |